# Marie Thérèse de Choiseul
Marie Thérèse Françoise de Choiseul (1767-27 de julio de 1794) fue una noble francesa.

## Biografía

### Orígenes y matrimonio
Fue hija de Jacques Philippe de Choiseul, duque de Stainville, y de Thérèse de Clermont. Fue, además, sobrina de Étienne François, duque de Choiseul (ministro de Luis XV). Contrajo matrimonio con el príncipe José de Mónaco el 6 de abril de 1782, dando a luz a tres hijas:
- Honorine de Mónaco (22 de abril de 1784-8 de mayo de 1879). Contrajo matrimonio con Renato de La Tour-du-Pin, VIII marqués de La Charce. Tuvo descendencia.

- Athénaïse Euphrosine de Mónaco (2 de junio de 1786-11 de septiembre de 1860). Contrajo matrimonio con Auguste-Michel Le Tellier, marqués de Louvois. Sin descendencia.

- Delphine de Mónaco (nacida el 22 de julio de 1788). Sin descendencia.

### Revolución francesa
El 14 de febrero de 1793, Mónaco fue anexionada a Francia, lo cual perjudicó seriamente a Marie Thérèse, quien hasta entonces había sido considerada una extranjera en Francia. Como consecuencia de haberse convertido en ciudadana francesa, regresó a París para evitar ser denunciada como emigrante y perder sus propiedades, pudiendo reunirse con sus hijas, quienes estaban al cuidado de su tía, la duquesa de Choiseul, siendo arrestada al poco tiempo mientras intentaba regularizar su situación. Fue liberada tras presentar documentos de residencia falsificados, si bien volvió a emitirse una orden de arresto contra ella como consecuencia del apoyo de su esposo a los contrarrevolucionarios en la guerra de la Vendée. Marie Thérèse logró evadir a las autoridades por un tiempo permaneciendo escondida en un convento gracias a la ayuda de Rollet d’Avaux.
Tras ser detenida a finales de 1793, sin haber sido descubierta su identidad, Marie Thérèse fue enviada a la Petit Force, una de las peores cárceles de París, siendo posteriormente trasladada al convento de las Inglesas, convertido en prisión durante la Revolución. Tras ser nuevamente trasladada, fue denunciada por un espía de la prisión, Ferrières-Sauvebeuf, quien reveló su verdadera identidad, siendo condenada a morir en la guillotina, si bien Marie Thérèse alegó estar embarazada, lo cual implicaba posponer la ejecución, pues las mujeres embarazadas no podían ser ejecutadas hasta haber dado a luz. Fue enviada al hospital episcopal, donde fue examinada, entre otros, por un médico, Enguchard, y una partera, Prioux, quienes declararon no haber hallado signos de embarazo.

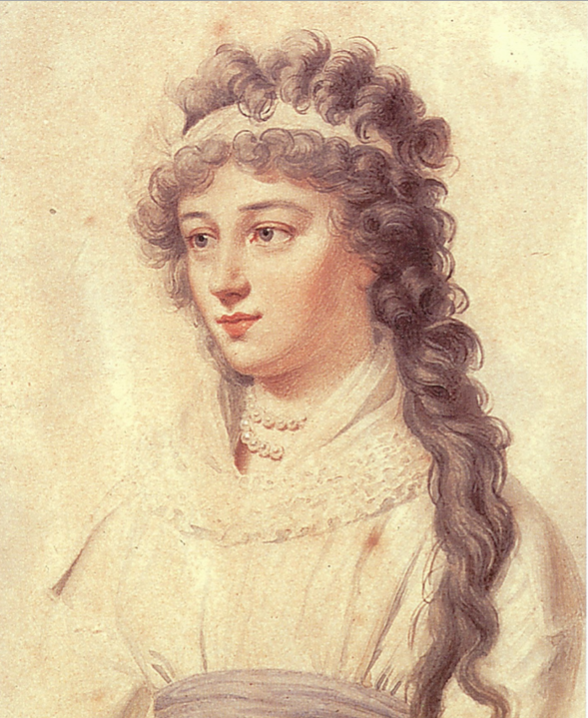
Marie Thérèse de Choiseul-Stainville (1766-1794), Princesa de Mónaco

Tras escribir una carta a Fouquier de Tinville explicando el motivo de su mentira, Marie Thérèse se cortó el pelo con un cristal roto con la intención de que le fuese entregado a sus hijas, en vez de dejar que fuese el verdugo quien se lo cortase, dejando constancia de ello en la carta dirigida a Tinville. Esta reliquia, propiedad de la familia Chabrillan, descendientes de la hija mayor de Marie Thérèse, se conserva actualmente en el castillo de Fontaine-Française. Marie Thérèse solicitó además una audiencia con Fouquier de Tinville, pasando su último día de vida en su sala de espera, siendo finalmente forzada a desalojar la estancia sin haber podido hablar con él.

### Muerte
Marie Thérèse fue guillotinada el 27 de julio de 1794, siendo una de los condenados que iban en la última carreta hacia la guillotina antes de la caída de Robespierre ese mismo día, lo que supuso el fin del Reinado del Terror. Sus últimas palabras, dirigidas a la doncella de la condesa de Narbonne, quien también iba a ser ejecutada, fueron: 

¡Valor, mi querida amiga! ¡Valor! ¡Sólo el crimen puede mostrar debilidad!